# Araeoncus vaporariorum
Araeoncus vaporariorum är en spindelart som först beskrevs av O. Pickard-Cambridge 1875.  Araeoncus vaporariorum ingår i släktet Araeoncus och familjen täckvävarspindlar. Inga underarter finns listade i Catalogue of Life.